# Ternana Calcio 2022-2023
Questa voce raccoglie le informazioni riguardanti la Ternana Calcio nelle competizioni ufficiali della stagione 2022-2023.

## Stagione
La stagione 2022-2023 è per la Ternana la 30ª partecipazione alla seconda serie del Campionato italiano di calcio. Raccoglie nel torneo cadetto 43 punti con il quattordicesimo posto finale. Le Fere iniziano e terminano la stagione con il tecnico Cristiano Lucarelli, con un intermezzo di dodici partite dirette da Aurelio Andreazzoli. Discreto il girone di andata, nel quale ha raccolto 26 punti, in zona Play-off; male il girone di ritorno, con solo 17 punti di bottino, e un finale di torneo con qualche patema nel cercare di evitare i play-out. Rossoverdi subito fuori nella Coppa Italia battuti (3-2) a Cremona.

## Organigramma societario
Area direttiva
- Presidente: Stefano Bandecchi
- Vice presidente: Paolo Tagliavento
- Club manager: Carlo Mammarella

Area organizzativa
- Segretari: Vanessa Fenili, Francesca Caffarelli
- Team manager: Mattia Stante

Area comunicazione
- Ufficio stampa: Lorenzo Modestino

Area marketing
- Ufficio marketing: Agnese Passoni, Sergio Salvati
- Social Media Manager: Gloria Panfili

Area tecnica
- Direttore sportivo: Luca Leone
- Responsabile settore giovanile: Silvio Paolucci
- Direttore settore giovanile: Antonio Palladinetti
- Responsabile settore femminile: Isabella Cardone
- Allenatore: Cristiano Lucarelli
- Allenatore in seconda: Richiard Vanigli
- Match Analyst: Ivan Francesco Alfonso
- Preparatore/i atletico/i: Alberto Bartali
- Preparatore dei portieri: Pietro Spinosa

Area sanitaria
- Responsabile: Dr. Michele Martella
- Medici sociali: Dr. Carmelo Gentile, Dr.ssa Alessandra Favoriti
- Responsabile fisioterapisti: Valerio Caroli, Daniele Marchetti, Roberto Trotta

## Divise e sponsor
Lo sponsor principale per la stagione 2022-2023 è l'Università degli Studi "Niccolò Cusano", mentre lo sponsor tecnico è Macron.

## Rosa
Rosa aggiornata al 31 gennaio 2023.
| N. |                      | Ruolo | Calciatore           |
| -- | -------------------- | ----- | -------------------- |
| 1  | Italia (bandiera)    | P     | Antony Iannarilli    |
| 2  | Senegal (bandiera)   | C     | Mamadou Coulibaly    |
| 4  | Danimarca (bandiera) | D     | Frederik Sørensen    |
| 5  | Italia (bandiera)    | C     | Antonio Palumbo      |
| 6  | Italia (bandiera)    | D     | Federico Mazzarani   |
| 7  | Italia (bandiera)    | A     | Gabriele Capanni     |
| 8  | Italia (bandiera)    | C     | Mattia Proietti      |
| 9  | Italia (bandiera)    | A     | Alfredo Donnarumma   |
| 10 | Uruguay (bandiera)   | C     | César Falletti       |
| 11 | Italia (bandiera)    | A     | Samuele Spalluto     |
| 12 | Lituania (bandiera)  | P     | Titas Krapikas       |
| 13 | Italia (bandiera)    | D     | Valerio Mantovani    |
| 14 | Italia (bandiera)    | C     | Francesco Di Tacchio |
| 16 | Italia (bandiera)    | A     | Pietro Rovaglia      |
| 17 | Italia (bandiera)    | A     | Andrea Favilli       |
| 18 | Italia (bandiera)    | A     | Gabriele Onesti      |

| N. |                    | Ruolo | Calciatore                |
| -- | ------------------ | ----- | ------------------------- |
| 19 | Italia (bandiera)  | D     | Marco Capuano             |
| 20 | Italia (bandiera)  | C     | Fabrizio Paghera          |
| 21 | Italia (bandiera)  | A     | Anthony Partipilo         |
| 23 | Francia (bandiera) | D     | Salim Diakité             |
| 24 | Italia (bandiera)  | D     | Luca Ghiringhelli         |
| 25 | Italia (bandiera)  | C     | Marino Defendi (capitano) |
| 26 | Croazia (bandiera) | D     | Luka Bogdan               |
| 27 | Senegal (bandiera) | D     | Ndir Mame Ass             |
| 28 | Italia (bandiera)  | C     | Aniello Salzano           |
| 29 | Italia (bandiera)  | C     | Francesco Cassata         |
| 30 | Italia (bandiera)  | D     | Alessandro Celli          |
| 32 | Italia (bandiera)  | A     | Stefano Pettinari         |
| 34 | Italia (bandiera)  | C     | Davide Agazzi             |
| 87 | Italia (bandiera)  | D     | Bruno Martella            |
| 91 | Italia (bandiera)  | D     | Niccolò Corrado           |
| 99 | Italia (bandiera)  | A     | Alexis Ferrante           |

## Calciomercato

### Sessione estiva
| Acquisti | Acquisti             | Acquisti    | Acquisti         |
| R.       | Nome                 | da          | Modalità         |
| -------- | -------------------- | ----------- | ---------------- |
| D        | Luka Bogdan          | Salernitana | rinnovo prestito |
| D        | Federico Mazzarani   | Pro Sesto   | fine prestito    |
| D        | Niccolò Corrado      | Inter       | definitivo       |
| C        | Mamadou Coulibaly    | Salernitana | prestito         |
| C        | Gabriele Capanni     | Milan       | definitivo       |
| C        | Filippo Damian       | Messina     | fine prestito    |
| C        | Francesco Di Tacchio | Salernitana | definitivo       |
| A        | Kingsley Boateng     | Fermana     | fine prestito    |
| A        | Andrea Favilli       | Genoa       | prestito         |
| A        | Alexis Ferrante      | Foggia      | fine prestito    |
| A        | Guido Marilungo      | Pro Sesto   | fine prestito    |
| A        | Alfredo Donnarumma   | Brescia     | definitivo       |
| A        | César Falletti       | Bologna     | definitivo       |
| A        | Samuele Spalluto     | Fiorentina  | prestito         |

| Cessioni | Cessioni         | Cessioni         | Cessioni      |
| R.       | Nome             | a                | Modalità      |
| -------- | ---------------- | ---------------- | ------------- |
| D        | Matija Boben     | Pescara          | prestito      |
| D        | Filippo Damian   | Trento           | prestito      |
| C        | Aniello Salzano  | Sangiuliano City | definitivo    |
| A        | Federico Furlan  | Triestina        | prestito      |
| A        | Christian Capone | Atalanta         | fine prestito |
| A        | Simone Mazzocchi | Atalanta         | fine prestito |
| A        | Guido Marilungo  | Recanatese       | prestito      |
| A        | Alexis Ferrante  | Cesena           | prestito      |

### Sessione invernale
| Acquisti | Acquisti        | Acquisti | Acquisti      |
| R.       | Nome            | da       | Modalità      |
| -------- | --------------- | -------- | ------------- |
| A        | Gabriele Onesti | Fermana  | fine prestito |

| Cessioni | Cessioni          | Cessioni    | Cessioni      |
| R.       | Nome              | a           | Modalità      |
| -------- | ----------------- | ----------- | ------------- |
| D        | Alessandro Celli  | Südtirol    | prestito      |
| A        | Raúl Moro         | Lazio       | fine prestito |
| A        | Samuele Spalluto  | Fiorentina  | fine prestito |
| A        | Stefano Pettinari | Benevento   | prestito      |
| A        | Pietro Rovaglia   | Montevarchi | prestito      |

## Risultati

### Serie B

#### Girone di andata
| Arbitro: | Cosso (Reggio Calabria) |

|                             |           |             |
| Botteghin 14’ Collocolo 32’ | Marcatori | 76’ Favilli |

| Arbitro: | Meraviglia (Pistoia) |

|               |           |  |
| Partipilo 26’ | Marcatori |  |

| Arbitro: | Gualtieri (Asti) |

|                                                                 |           |             |
| Diaw 23’ (rig.) Capuano 32’ (aut.) Falcinelli 64’ Tremolada 68’ | Marcatori | 50’ Favilli |

| Arbitro: | Zufferli (Udine) |

|             |           |              |
| Favilli 17’ | Marcatori | 52’ Brignola |

| Arbitro: | Paterna (Teramo) |

|                          |           |                                             |
| Delprato 31’ Inglese 51’ | Marcatori | 48’ Coulibaly 67’ A. Donnarumma 86’ Corrado |

| Arbitro: | Di Bello (Brindisi) |

|                 |           |  |
| Partipilo 45+2’ | Marcatori |  |

| Arbitro: | Santoro (Messina) |

|  |           |                             |
|  | Marcatori | 34’ Palumbo 90+4’ Coulibaly |

| Arbitro: | Manganiello (Pinerolo) |

|                                         |           |  |
| Partipilo 57’ Palumbo 77’ R. Moro 90+1’ | Marcatori |  |

| Arbitro: | Volpi (Arezzo) |

|                                            |           |                                           |
| Iannarilli 19’ (aut.) La Gumina 38’ (rig.) | Marcatori | 58’ Sørensen 73’ Pettinari 81’ Di Tacchio |

| Arbitro: | Doveri (Roma) |

|             |           |                      |
| Favilli 44’ | Marcatori | 76’ (rig.), 78’ Coda |

| Bari 28 ottobre 2022, ore 20:30 CEST 11ª giornata | Bari               | 0 – 0 referto | Ternana | Stadio San Nicola (38 800 spett.)\| Arbitro: \| Marcenaro (Genova) \| |
| Arbitro:                                          | Marcenaro (Genova) |               |         |                                                                       |

| Terni 5 novembre 2022, ore 14:00 CET 12ª giornata | Ternana        | 0 – 0 referto | SPAL | Stadio Libero Liberati (5 548 spett.)\| Arbitro: \| Serra (Torino) \| |
| Arbitro:                                          | Serra (Torino) |               |      |                                                                       |

| Terni 12 novembre 2022, ore 16:15 CET 13ª giornata | Ternana           | 0 – 0 referto | Brescia | Stadio Libero Liberati (5 662 spett.)\| Arbitro: \| Mariani (Aprilia) \| |
| Arbitro:                                           | Mariani (Aprilia) |               |         |                                                                          |

| Arbitro: | Sacchi (Macerata) |

|                                    |           |               |
| Tramoni 19’ Beruatto 32’ Barba 40’ | Marcatori | 45’ Partipilo |

| Arbitro: | Camplone (Pescara) |

|                      |           |                     |
| Pohjanpalo 9’, 45+2’ | Marcatori | 37’ (rig.) Falletti |

| Arbitro: | Massa (Imperia) |

|                    |           |  |
| Falletti 8’ (rig.) | Marcatori |  |

| Bolzano 11 dicembre 2022, ore 15:00 CET 17ª giornata | Südtirol           | 0 – 0 referto | Ternana | Stadio Druso (3 376 spett.)\| Arbitro: \| Marcenaro (Genova) \| |
| Arbitro:                                             | Marcenaro (Genova) |               |         |                                                                 |

| Arbitro: | Rutella (Enna) |

|  |           |                                       |
|  | Marcatori | 15’ Cutrone 77’ Ambrosino 93’ Mancuso |

| Arbitro: | Ferrieri Caputi (Livorno) |

|                                             |           |  |
| Mulattieri 38’ R. Insigne 54’ Garritano 72’ | Marcatori |  |

#### Girone di ritorno
| Arbitro: | Irrati (Pistoia) |

|             |           |  |
| Palumbo 27’ | Marcatori |  |

| Arbitro: | Piccinini (Forlì) |

|                  |           |               |
| Fabbian 36’, 78’ | Marcatori | 29’ Pettinari |

| Arbitro: | Gualtieri (Asti) |

|                             |           |                       |
| Ghiringhelli 7’ Favilli 16’ | Marcatori | 51’ (rig.) Falcinelli |

| Cosenza 4 febbraio 2023, ore 14:00 CET 23ª giornata | Cosenza          | 0 – 0 referto | Ternana | Stadio San Vito Gigi Marulla (2 591 spett.)\| Arbitro: \| Maggioni (Lecco) \| |
| Arbitro:                                            | Maggioni (Lecco) |               |         |                                                                               |

| Arbitro: | Meraviglia (Pistoia) |

|            |           |             |
| Palumbo 4’ | Marcatori | 36’ Bernabé |

| Arbitro: | Pairetto (Nichelino) |

|                                 |           |  |
| Luperini 54’, 90+5’ Santoro 76’ | Marcatori |  |

| Arbitro: | Marcenaro (Genova) |

|             |           |                     |
| Diakité 32’ | Marcatori | 67’, 90+3’ Crociata |

| Palermo 28 febbraio 2023, ore 20:30 CET 27ª giornata | Palermo      | 0 – 0 referto | Ternana | Stadio Renzo Barbera (16 862 spett.)\| Arbitro: \| Miele (Nola) \| |
| Arbitro:                                             | Miele (Nola) |               |         |                                                                    |

| Arbitro: | Dionisi (L'Aquila) |

|                            |           |                          |
| Mantovani 7’ Coulibaly 32’ | Marcatori | 20’ Acampora 45+1’ Tello |

| Arbitro: | Camplone (Pescara) |

|            |           |  |
| Badelj 13’ | Marcatori |  |

| Arbitro: | Di Bello (Brindisi) |

|               |           |  |
| Partipilo 19’ | Marcatori |  |

| Arbitro: | Rutella (Enna) |

|                   |           |             |
| Moncini 4’ (rig.) | Marcatori | 84’ Favilli |

| Arbitro: | Volpi (Arezzo) |

|           |           |  |
| Jallow 5’ | Marcatori |  |

| Arbitro: | Miele (Nola) |

|                                 |           |          |
| Favilli 72’ (rig.) Falletti 75’ | Marcatori | 6’ Moreo |

| Arbitro: | Perenzoni (Rovereto) |

|             |           |                                                         |
| Capanni 79’ | Marcatori | 21’ Carboni 32’ Pohjanpalo 44’ Ellertsson 72’ Cheryshev |

| Arbitro: | La Penna (Roma) |

|                     |           |               |
| Deiola 4’ Zappa 60’ | Marcatori | 12’ Partipilo |

| Arbitro: | Gualtieri (Asti) |

|  |           |           |
|  | Marcatori | 42’ Curto |

| Arbitro: | Gariglio (Pinerolo) |

|                                     |           |                    |
| Vignali 62’ Da Cunha 70’ Chajia 77’ | Marcatori | 32’ (rig.) Favilli |

| Arbitro: | Perenzoni (Rovereto) |

|                           |           |                                   |
| Favilli 30’ Partipilo 34’ | Marcatori | 6’ Garritano 75’ Lucioni 77’ Kone |

### Coppa Italia

#### Turni eliminatori
| Arbitro: | Giua (Olbia) |

|                                             |           |                          |
| Bogdan 15’ (aut.) Okereke 22’ Quagliata 60’ | Marcatori | 54’ Rovaglia 57’ Palumbo |

## Statistiche

### Statistiche di squadra
Statistiche aggiornate al 19 maggio 2023
| Competizione | Punti | In casa | In casa | In casa | In casa | In casa | In casa | In trasferta | In trasferta | In trasferta | In trasferta | In trasferta | In trasferta | Totale | Totale | Totale | Totale | Totale | Totale | DR  |
| Competizione | Punti | G       | V       | N       | P       | Gf      | Gs      | G            | V            | N            | P            | Gf           | Gs           | G      | V      | N      | P      | Gf     | Gs     | DR  |
| ------------ | ----- | ------- | ------- | ------- | ------- | ------- | ------- | ------------ | ------------ | ------------ | ------------ | ------------ | ------------ | ------ | ------ | ------ | ------ | ------ | ------ | --- |
| Serie B      | 43    | 19      | 8       | 5       | 6       | 21      | 21      | 19           | 3            | 5            | 11           | 16           | 31           | 38     | 11     | 10     | 17     | 37     | 52     | -15 |
| Coppa Italia | -     | 0       | 0       | 0       | 0       | 0       | 0       | 1            | 0            | 0            | 1            | 2            | 3            | 1      | 0      | 0      | 1      | 2      | 3      | -1  |
| Totale       | 43    | 19      | 8       | 5       | 6       | 21      | 21      | 20           | 3            | 5            | 12           | 18           | 34           | 39     | 11     | 10     | 18     | 39     | 55     | -16 |

### Andamento in campionato
| Giornata  | 1  | 2 | 3  | 4  | 5  | 6 | 7 | 8 | 9 | 10 | 11 | 12 | 13 | 14 | 15 | 16 | 17 | 18 | 19 | 20 | 21 | 22 | 23 | 24 | 25 | 26 | 27 | 28 | 29 | 30 | 31 | 32 | 33 | 34 | 35 | 36 | 37 | 38 |
| --------- | -- | - | -- | -- | -- | - | - | - | - | -- | -- | -- | -- | -- | -- | -- | -- | -- | -- | -- | -- | -- | -- | -- | -- | -- | -- | -- | -- | -- | -- | -- | -- | -- | -- | -- | -- | -- |
| Luogo     | T  | C | T  | C  | T  | C | T | C | T | C  | T  | C  | C  | T  | T  | C  | T  | C  | T  | C  | T  | C  | T  | C  | T  | C  | T  | C  | T  | C  | T  | T  | C  | C  | T  | C  | T  | C  |
| Risultato | P  | V | P  | N  | V  | V | V | V | V | P  | N  | N  | N  | P  | P  | V  | N  | P  | P  | V  | P  | V  | N  | N  | P  | P  | N  | N  | P  | V  | N  | P  | V  | P  | P  | P  | P  | P  |
| Posizione | 14 | 7 | 16 | 15 | 13 | 7 | 5 | 3 | 1 | 3  | 3  | 4  | 5  | 7  | 7  | 5  | 6  | 8  | 8  | 7  | 9  | 7  | 8  | 11 | 11 | 11 | 12 | 11 | 13 | 11 | 10 | 12 | 11 | 12 | 13 | 14 | 14 | 14 |

Fonte:  Classifiche, su legab.it.
Legenda:

Luogo: C = Casa; T = Trasferta. Risultato: V = Vittoria; N = Pareggio; P = Sconfitta.